# Condylostylus nudipes
Condylostylus nudipes är en tvåvingeart som beskrevs av Becker 1922. Condylostylus nudipes ingår i släktet Condylostylus och familjen styltflugor. Inga underarter finns listade i Catalogue of Life.